# Antoni Riera i Melis
Antoni Riera i Melis (Sant Llorenç des Cardassar, Mallorca, 1 de desembre de 1944) és un historiador especialista en història medieval, que ha estat vicepresident de l'Institut d'Estudis Catalans (IEC).
Estudià a la Universitat de Barcelona d'on ha estat doctor en història i Catedràtic del Departament d'Història Medieval. Entre els seus primers treballs es troben estudis relacionats amb el comerç i l'economia a la Corona d'Aragó i al Regne de Mallorca. Ha realitzat també estudis relacionats amb la història social. Ha participat en un equip d'investigació de la Unió Europea sobre sismicitat històrica entre el 1990 i el 1994. Un altre dels camps en els quals ha realitzat diversos estudis ha estat el de la investigació social sobre l'alimentació en els segles xii i xiii, entesa des de la perspectiva d'un mecanisme de poder. També ha participat en l'obra europea més ambiciosa en el camp de l'alimentació, la Histoire de l'alimentation (1996), publicada en cinc llengües, representant a la historiografia catalana. Juntament amb el professor Jesús Contreras, va crear el Centre d'Estudis Alimentaris a la Facultat de Geografia i Història de la Universitat de Barcelona. És membre de la Societat Catalana d'Estudis Històrics de l'IEC, està vinculat a l'Institut de Geografia, Etnologia i Història del Consell Superior d'Investigacions Científiques (CSIC), i forma part de la direcció de la revista Acta Mediaevalia.
Ha estat membre de l'Institut d'Estudis Catalans i el seu vicepresident entre el 2005 i el 2009. Abans havia estat vicepresident segon entre el 2002 i el 2005 i Secretari de la Secció Històrico-Arqueològica entre els 2001 i el 2002. Des d'aquest càrrec de l'IEC s'encarregà de la direcció i coordinació de la comissió dels actes de celebració del Centenari de l'Institut d'Estudis Catalans.
El 2012 participà en la presentació del projecte Cuina Catalana, Patrimoni Immaterial de la Humanitat, formant part del seu comitè científic, al Palau de la Generalitat de Catalunya, amb un discurs sobre les bases històriques de la cuina catalana. El desembre de 2014, dins dels actes del Mercat Medieval, que se celebra a la ciutat de Vic, s'ocupà del guiatge de tot el procés de preparació, confecció i presentació del primer dels actes organitzats dins del VI Sopar Medieval promogut pel Gremi d'Hostaleria d'Osona i l'Ajuntament de Vic, un sopar medieval com a reproducció organolèptica anomenat Àpat d'un burgès català benestant a la Baixa Edat Mitjana. Aquesta ha estat una activitat de cultura gastronòmica dins la candidatura de Vic-Osona ciutat UNESCO de Gastronomia.

## Publicacions[10]
- El Reino de Mallorca y el municipio de Barcelona (1298-1327) : I : Las relaciones durante la segunda fase del reinado de Jaime II de Mallorca (1979)
- La corona de Aragón y el Reino de Mallorca en el primer cuarto del siglo XIV. 1, Las repercusiones arancelarias de la autonomía balear (1298-1311) (1986)
- Senyors, monjos i pagesos: alimentació i identitat social als segles xii i xiii : discurs de recepció d'Antoni Riera i Melis com a membre numerari de la Secció Històrico-Arqueològica, llegit el dia 24 d'abril de 1997 (1997)
- Jaume I i la seva època anàlisi breu d'un important llegat polític i cultural (2008)